# غلين إل. هوارد
غلين إل. هوارد (بالإنجليزية: Glenn L. Howard)‏ هو سياسي أمريكي، ولد في 25 أغسطس 1939، وتوفي في 2 يوليو 2012. حزبياً، نشط في الحزب الديمقراطي. وقد انتخب عضو مجلس ولاية إنديانا.